# الواسطة (يريم)

تعديل مصدري - تعديل

الواسطة هي إحدى قرى عزلة رعين بمديرية يريم التابعة لمحافظة إب، بلغ تعداد سكانها 536 نسمة حسب تعداد اليمن لعام 2004.